# Points of Authority
„Points of Authority“ je píseň americké rockové skupiny Linkin Park. Je to čtvrtá skladba na jejich prvním studiovém albu Hybrid Theory. Píseň byla vydána v roce 2001 jako promo verze.
Píseň byla použita ve filmu Adama Sandlera Malý Nicky – Satan Junior z roku 2000.

## Videoklip
Videoklip režíroval Nathan „Karma“ Cox. Ukazuje živé vystoupení skupiny během jejich turné v roce 2001.

## Seznam skladeb
| Pořadí | Název                 | Délka |
| ------ | --------------------- | ----- |
| 1.     | "Points of Authority" | 3:22  |

## Remix Pts.OF.Athrty
„Pts.OF.Athrty“ je remix skladby „Points of Authority“, který vyšel jako singl z jejich remixového alba Reanimation.

### Videoklip
Režie videoklipu se ujal člen skupiny Joe Hahn.

## Obsazení

### Linkin Park
- Chester Bennington – zpěv
- Mike Shinoda – rap, klávesy, programování, samply
- Brad Delson – kytary, basová kytara
- Joe Hahn – gramofony, samply, syntezátory
- Rob Bourdon – bicí

### Produkce
- Don Gilmore – inženýrství
- Steve Sisco – inženýrství
- John Ewing Jr. – inženýrství
- Matt Griffin – inženýrství
- Andy Wallace – mixování
- Brian Gardner – mastering zvuku, digitální úpravy
- Jeff Blue – výkonný producent